# Volta a Suïssa 1948
La Volta a Suïssa 1948 és la 12a edició de la Volta a Suïssa. Aquesta edició es disputà del 12 al 19 de juny de 1948, amb un recorregut de 1.412 km distribuïts en 7 etapes, tres d'elles dividides en dos sectors. L'inici i final de la cursa fou a Zúric.
El vencedor final fou el suís Ferdi Kübler, el qual dominà la cursa de cap a fi. A banda de la general Bartali aconseguí 4 victòries d'etapa i la classificació de la muntanya. L'italià Giulio Bresci i el suís Hans Sommer acabaren segon i tercer respectivament.

## Etapes
| Etapa  | Data       | Recorregut                  | Km    | Vencedor d'etapa        | Líder de la general |
| ------ | ---------- | --------------------------- | ----- | ----------------------- | ------------------- |
| 1ª (a) | 12 de juny | Zúric - Olten               | 154,3 | Ferdi Kübler (SUI)      | Ferdi Kübler (SUI)  |
| 1ª (b) | 12 de juny | Olten - Basilea             | 75,6  | Jean Robic (FRA)        | Ferdi Kübler (SUI)  |
| 2ª     | 13 de juny | Basilea - La Chaux-de-Fonds | 189,1 | Giulio Bresci (ITA)     | Ferdi Kübler (SUI)  |
| 3ª (a) | 14 de juny | La Chaux-de-Fonds - Morges  | 100,7 | Jean Goldschmit (LUX)   | Ferdi Kübler (SUI)  |
| 3ª (b) | 14 de juny | Morges - Thun               | 156,3 | Ferdi Kübler (SUI)      | Ferdi Kübler (SUI)  |
| 4ª     | 16 de juny | Thun - Altdorf              | 134,4 | Jean Robic (FRA)        | Ferdi Kübler (SUI)  |
| 5ª     | 17 de juny | Altdorf - Lugano            | 152,8 | Hugo Koblet (SUI)       | Ferdi Kübler (SUI)  |
| 6ª     | 18 de juny | Lugano - Arosa              | 189,0 | Ferdi Kübler (SUI)      | Ferdi Kübler (SUI)  |
| 7ª (a) | 19 de juny | Arosa - Flawil              | 149,7 | Walter Diggelmann (SUI) | Ferdi Kübler (SUI)  |
| 7ª (b) | 19 de juny | Flawil - Zúric              | 110,5 | Ferdi Kübler (SUI)      | Ferdi Kübler (SUI)  |

## Classificació final
|    | Ciclista                  | Equip     | Temps       |
| -- | ------------------------- | --------- | ----------- |
| 1  | Ferdi Kübler (SUI)        | Suïssa    | 41h 53' 58" |
| 2  | Giulio Bresci (ITA)       | Itàlia    | + 18' 10"   |
| 3  | Hans Sommer (SUI)         | Suïssa    | + 20' 28"   |
| 4  | Jean Robic (FRA)          | França    | + 25' 46"   |
| 5  | Jean Kirchen (LUX)        | Luxemburg | + 28' 30"   |
| 6  | Armando Peverelli (ITA)   | Itàlia    | + 30' 14"   |
| 7  | Alfredo Martini (ITA)     | Itàlia    | + 35' 07"   |
| 8  | Georges Aeschlimann (SUI) | Suïssa    | + 38' 56"   |
| 9  | Jean Goldschmit (LUX)     | Luxemburg | + 40' 00"   |
| 10 | Hugo Koblet (SUI)         | Suïssa    | + 46' 01"   |